# 세이크리드 세븐
《세이크리드 세븐》(セイクリッドセブン)은 선라이즈가 제작하는 일본의 텔레비전 애니메이션이다. 2011년 7월부터 마이니치 방송, UHF방송국 계열의 TV 가나가와 등의 방송사를 통해 일본에 방영되고 있다.
대한민국에서는 2011년 7월 29일 애니플러스에서 한일 동시방영되었다.

## 개요
일본의 관동 지방의 어느 항구 도시를 무대로 하는 작품으로, 힘을 숨기고 살아가던 주인공이 어느 소녀에 의해 능력을 해방시켜, 습격해오는 수수께끼의 마물을 찾아 가는 배틀 액션 판타지 작품이다.
가마쿠라시 관광 포럼의 이사와 본 작품의 관계자가 서로 연결되어 있어서, 가마쿠라 시가 제작 협력에 참여하며 도시에 실제로 존재하는 명소나 점포 등이 등장할 예정이다.

## 등장인물
탄도우지 아루마(丹童子 アルマ)
성우 - 테라시마 타쿠마
본작의 남주인공이자 고교생으로 과거 세이크리드 테이커의 힘을 갖게 되어서 사고를 일으킨 후 주위로부터 두려움을 사는 존재가 되어서 외로운 학창시절을 보내고 있었다. 하지만 아이바재단의 CEO 소녀 아이바 루리를 만나게 된 후 인생의 전환점을 맞이하게 되었으며 세상을 습격한다는 존재 아시와 피할 수 없는 싸움을 하게 된다.
아이바 루리(藍羽 ルリ)
성우 - 나카지마 메구미
본작의 여주인공이자 아이바재단 CEO격인 소녀. 어느날 아루마의 집에 찾아와서 그에게 아시와 싸워달라는 요청을 하게 되었으며 이를 통해 아시를 궤멸하는데 주력하고 있으며 아루마와 함께 아시와 피할 수 없는 싸움에 임하게 된다. 아루마가 다니는 학교를 재단명의로 인수하여 사실상 학교 이사장까지 맡았다.
카가미 마코토(鏡 誠)
성우 - 이리노 미유
아이바 가문의 집사로 있는 소년이며 아이바 루리를 보좌하는 역할도 겸함과 동시에 아시와 전투까지 하는 역할도 하고 있다. 18세의 나이로 하버드대를 졸업하였으며 두뇌가 명석한 편이고 선대 아이바 가문 집사로 있었던 아버지와 함께 아이바 가문에서 집사로 일하였던 적이 있다. 루리가 아루마를 만나게 되어서 그를 신뢰하게 되자 아루마를 질투하는 태도를 보인다.
도깨비기와(鬼瓦 おにがわら[*])
성우 - 오오카와 토오루
도깨비 얼굴을 하고 있는 석제(石製) 기와로 사람의 말을 할 수 있으며 말끝마다 '~오니'를 붙이는 것이 특징이다. 오래전 루리의 도움을 받아 아시를 감지하는 레이다 역할을 맡고 있으며 때로는 개그와 농담을 즐기기도 한다.
키지마 나이토(輝島 ナイト)
성우 - 오카모토 노부히코
아루마와 같은 세이크리드 테이커의 소유자로 켄미 연구소에 감금되었다가 라우와 함께 탈옥하였으며 물질을 자유롭게 변형시키는 능력을 가졌다. 한때 탄도지 앞에 나타나서 켄미의 정체와 비리 등을 알리기도 하였다.
라우 페이조이(ラウ・フェイゾォイ)
성우 - 노미즈 이오리
나이토와 함께 켄미 연구소에 감금되었다가 탈출한 소년으로 같은 세이크리드 테이커이며 나이토를 항상 걱정하며 그와 행동을 같이하고 있다.
켄미 유우지(研美 悠士)
성우 - 코니시 카즈유키
세이크리드 테이커를 연구목적으로 세웠던 켄미 연구소의 설립자이자 소장으로 세이크리드 테이커에 관한 연구를 하고 있으며 이를 악용하는 자들을 색출하는 역할을 하고 있다. 나이토에게 있어서는 천적이나 다름없는 존재.
SP(Security Police)
성우 - 타카베 아이
켄미연구소에서 켄미의 경호를 담당하는 여성으로 전용 수트인 아라크네를 이용하여 전투에 참가한다. 평소에는 늘 과자를 먹어대며 맡은 일에 의욕이 없는 스타일이었지만 전투에 있어서는 강력한 실력을 지니고 있다.
이토 와카나(伊藤 若菜)
성우 - 이토 카나에
아루마의 클래스메이트이자 광석부 부장. 돌이나 바위 등 석재를 좋아하는 성격으로 성적도 우수한 편이며 아루마를 너그러이 이해해주는 학생이다. 한때 아루마를 만나기 위해 시내에 나오다가 아시의 습격을 받아 부상을 입기도 하였으나 아루마의 도움으로 목숨을 건지게 되었다.
야마구치 아게하(山口 揚羽)
성우 - 야마구치 리에
와카나의 친구이자 아루마의 클래스메이트로 광석부 부원에 속해있다. 본인은 원래 돌에 관심이 없는 편이었으나 광석부 폐부를 막기위해 와카나와 협력하고 있으며 카가미가 가입한 이후로는 부서활동에 충실한 편.
아카사키 나나미(赤崎 七海)
성우 - 아카사키 치나츠
아루마의 클래스메이트로 광석부 부원이며 돌에는 관심이 없지만 카가미가 광석부에 가입하게 되면서 마찬가지로 부서활동에 충실해진 편이다. 사진촬영을 좋아한다.
아이바 아오이(藍羽 アオイ)
성우 - 야하기 사유리
아이바 루리의 쌍둥이 언니. 5년 전 크리스마스를 맞이하여 부모님과 함께 별장에서 지내는 중 아시의 습격을 받게되어서 한때 돌에 봉인되어 12살 때의 모습 그대로 잠들어 있었다. 한때 아루마가 카가미에 의해 그녀가 잠들어있는 모습을 본 적이 있었다. 막판에서는 오랜 잠에서 깨어나 12살 때의 모습 그대로 나와서(현재는 17살) 페이를 막기위해 그녀의 의지를 나이토에 주입하게 되어 원래대로 돌려놓았다.

## 제작진
- 기획 - 우치다 켄지, 오시타 사토시
- 원작 - 야타테 하지메
- 감독 - 오오하시 요시미츠
- 시리즈 구성 - 요시다 신
- 캐릭터 원안 - 이노마타 무츠미, 교부 잇페이
- 캐릭터 디자인 - 치바 유리코, 나카타 에이지
- 소품 디자인 - 미야모토 타카시
- Engagement Suit 디자인 - 나카타 에이지
- 悪石 디자인 - 이와나가 에츠노부
- 미술감독 - 코노 지로
- 색채 설계 - 우메자키 히로코
- 3D 디렉터 - 사사키 켄타로
- 촬영감독 - 치바 히로유키
- 편집 - 노지리 유키코
- 음향감독- 아케타가와 진
- 음악 - 사하시 토시히코
- 음악프로듀서 - 사토 마사카즈(FlyingDog), 쿠로다 마나부(SUNRISE Music Publishing)
- 애니메이션 제작 - 선라이즈
- 제작 - 선라이즈, 반다이 비주얼, 하쿠호도 DY 미디어 파트너즈, 마이니치 방송

## 주제가
오프닝 테마 "stone cold"
작사·작곡·편곡 - 카지우라 유키
노래 - FictionJunction
엔딩 테마 〈빛나는 발자취〉(輝跡 -kiseki-)
작사·편곡 - 오자와 타쿠미 / 작곡 - manzo
노래 - 난리 유우카